# Mohammad Zaher Szah
Mohammad Zaher Szah (ur. 16 października 1914 w Kabulu, zm. 23 lipca 2007 w Kabulu) – król Afganistanu w latach 1933–1973 z dynastii Barakzai.

## Życiorys
W 1931 r. ukończył szkołę wojskową w Kabulu. Od 1932 r. pełnił funkcję zastępcy ministra obrony narodowej. We wrześniu 1933 r. objął tekę ministra oświaty. Po tym, jak jego ojciec Nadir Szah został zabity w zamachu 8 listopada 1933 r., Zaher Szah zasiadł na tronie afgańskim, ale przez pierwsze kilkadziesiąt lat faktyczną władzę (za zgodą króla) sprawowali jego wujowie, jako premierzy-regenci. W tym czasie monarcha bardziej interesował się sztuką europejską oraz romansami, niż polityką kraju.
W 1963 r. postanowił wreszcie przejąć ster rządów we własne ręce. W 1964 r. doprowadził do zatwierdzenia konstytucji, według której Afganistan miał być monarchią konstytucyjną. Król był jednak niezdecydowany – raz przeprowadzał reformy, aby później je wycofać, co w rezultacie doprowadziło do niezadowolenia zarówno środowisk reformatorskich, jak i konserwatywnych. Susza i głód, które dotknęły Afganistan w 1970 r., zniweczyły wiele osiągnięć Zaher Szaha.
W lipcu 1973 r. król wyjechał na leczenie do Włoch i wówczas doszło w Afganistanie do bezkrwawego zamachu stanu, przeprowadzonego przez Mohammada Daud Chana – stryjecznego brata Zaher Szaha, zwanego „czerwonym księciem”, którego król usunął z urzędu premiera w 1963 r. Zaher Szah nie podjął próby odzyskania tronu – w miesiąc po proklamowaniu Republiki Afganistanu formalnie abdykował i pozostał na emigracji, zamieszkując w Rzymie. W 1991 r. przeżył próbę zamachu na swoje życie, dokonaną przez zamachowca podającego się za portugalskiego dziennikarza.
Zaher Szah powrócił do kraju dopiero po obaleniu reżimu talibów, w kwietniu 2002 r.
Wśród proponowanych wariantów odbudowy i demokratyzacji zniszczonego wojną kraju znalazła się także koncepcja restytucji monarchii. Wysunęli ją niektórzy afgańscy politycy, nieufnie nastawieni do proamerykańskiego prezydenta Hamida Karzaja. Zaher Szah zaczął się wahać, co wzbudziło zaniepokojenie Amerykanów, mających z góry ustalony „przebieg wydarzeń”. Dobitnie przypomniał o tym amerykański ambasador w Kabulu, który jasno przekazał afgańskim politykom, że restytucja monarchii jest niemożliwa.
Mohammad Zaher Szah rozpoczął obrady Loja Dżirgi i jako symbol jedności Afgańczyków otrzymał tytuł Ojca Narodu, jednocześnie ostatecznie zrzekając się pretensji do korony. Zamieszkał na stałe w Kabulu, nie angażując się w politykę. Zmarł w wieku 92 lat. Pochowano go w królewskim mauzoleum na górze Marandżan w okolicach Kabulu.